# David Belasco
David Belasco (San Francisco, 25 de julho de 1853 — Nova Iorque, 14 de maio de 1931) foi um importante dramaturgo, director e produtor de teatro norte-americano, filho de judeus portugueses. Ele colaborou em inúmeras obras como Madama Butterfly em 1900 e La fanciulla del West em 1905, que por sua vez foram feitas óperas pelo compositor Giacomo Puccini.